# Llorenç Prats Canals
Llorenç Prats Canals (Barcelona, 1950) és un antropòleg català, que va ser Professor Titular d'Antropologia Social de la Universitat de Barcelona i a la Universitat de LLeida.

## Biografia
Llicenciat i doctor en Geografia i Història per la Universitat de Barcelona. Va ser professor d'Antropologia Social a la Universitat de Lleida, on va iniciar una línia de recerca en patrimoni cultural, i a la Universitat de Barcelona. Les seves recerques tracten de la història del folklore i la cultura popular a Catalunya, el patrimoni cultural i l'antropologia del turisme.
Les seves línies de recerca tracten el Patrimoni, turisme i desenvolupament local (usos turístics del patrimoni, altres usos locals del patrimoni, viabilitat econòmica i social del patrimoni, definició de paràmetres transversals), la Teoria i conceptualització del patrimoni (el patrimoni com a construcció social i com a sistema simbòlic, la dinàmica i efectes del patrimoni en la societat, els procesos de patrimonialització, el paper de la homonímia en l'àmbit del patrimoni i la legitimació de discursos i actuacions) i la Participació i protagonisme social en els projectes turístico-patrimonials (agents que intervenen en l'activació del patrimoni a nivell local, participació i protagonisme de la societat local, configuració de memòries locals compartides, la restitució del patrimoni al servei de la comunitat local, el patrimoni com a instrument de planificació).

## Llibres més destacats[3]
- Turismo y patrimonio. Entramados narrativos (2011), conjuntament amb Santana, A. Colección PASOS Edita, 5. www.pasosonline.org
- El encuentro del turismo con el patrimonio cultural: concepciones teóricas y modelos de aplicación. coord. per Agustín Santana Talavera, Llorenç Prats Canals, Fundación El Monte
- Antropología y patrimonio (1997). Ariel.
- La Catalunya rància: les condicions de vida materials de les classes populars a la Catalunya de la Restauració segons les topografies mèdiques (1996). Barcelona, Alta Fulla,
- El Mite de la tradició popular: els orígens de l'interès per la cultura tradicional a la Catalunya del segle XIX (1988). Barcelona, Edicions 62
- La bruixa catalana: aplec de casos de bruixeria, creences i supersticions recollits a Catalunya a l'entorn dels anys 1864 a 1915 (1987) Cels Gomis i Mestre, Llorenç Prats Canals, Cels Gomis i Serdañons. Barcelona, Alta Fulla.
- La cultura popular a Catalunya: estudiosos i institucions, 1853-1981 (1982), conjuntament amb M. Dolors Llopart i Puigpelat i Joan Prat i Carós, Barcelona, Fundació Serveis de Cultura Popular.